# Libertad y Desarrollo (Chile)
Libertad y Desarrollo (LyD) é um think-tank chileno de ideologia liberal, próximo à direita liberal-conservadora chilena, fundado em 1990. Define-se a si mesmo como "um centro de estudos e investigação privado, independente de todo grupo político, religiosa, empresarial e governamental que se dedica à análise dos assuntos públicos promovendo os valores e princípios de uma sociedade livre".
É o representante no Chile da Rede Liberal da América Latina (RELIAL). Seus estudos propõem respostas a questões econômicas, sociais, políticas, legislativas, ambientais e jurídicas sob a ótica liberal. Conta entre seus participantes a economistas como Hernan Büchi, Luis Larraín, Carlos Cáceres e Cristián Larroulet.

## Equipe

### Comitê Executivo[3]
- Luis Larraín - Diretor Executivo
- Bettina Horst von T. - Gerente Geral
- Susana Jimenez S. - Sub-diretora de Políticas Públicas
- Francisco Orrego - Sub-diretor nas áreas Constitucional, Legislativa e Política

### Conselho de Políticas Públicas[3]
- Carlos Francisco Cáceres Contreras - Presidente do Conselho
- Hernán Büchi - Conselheiro
- Marcela Cubillos - Conselheira
- Hernán Felipe Errázuriz - Conselheiro
- Juan Andrés Fontaine - Conselheiro
- Eugenio Guzmán - Conselheiro
- Pablo Inhen - Conselheiro
- Cristián Larroulet - Conselheiro
- Patricia Matte - Conselheira
- Alfredo Moreno - Conselheiro
- Lucia Santa Cruz - Conselheira